# Prueba del peso

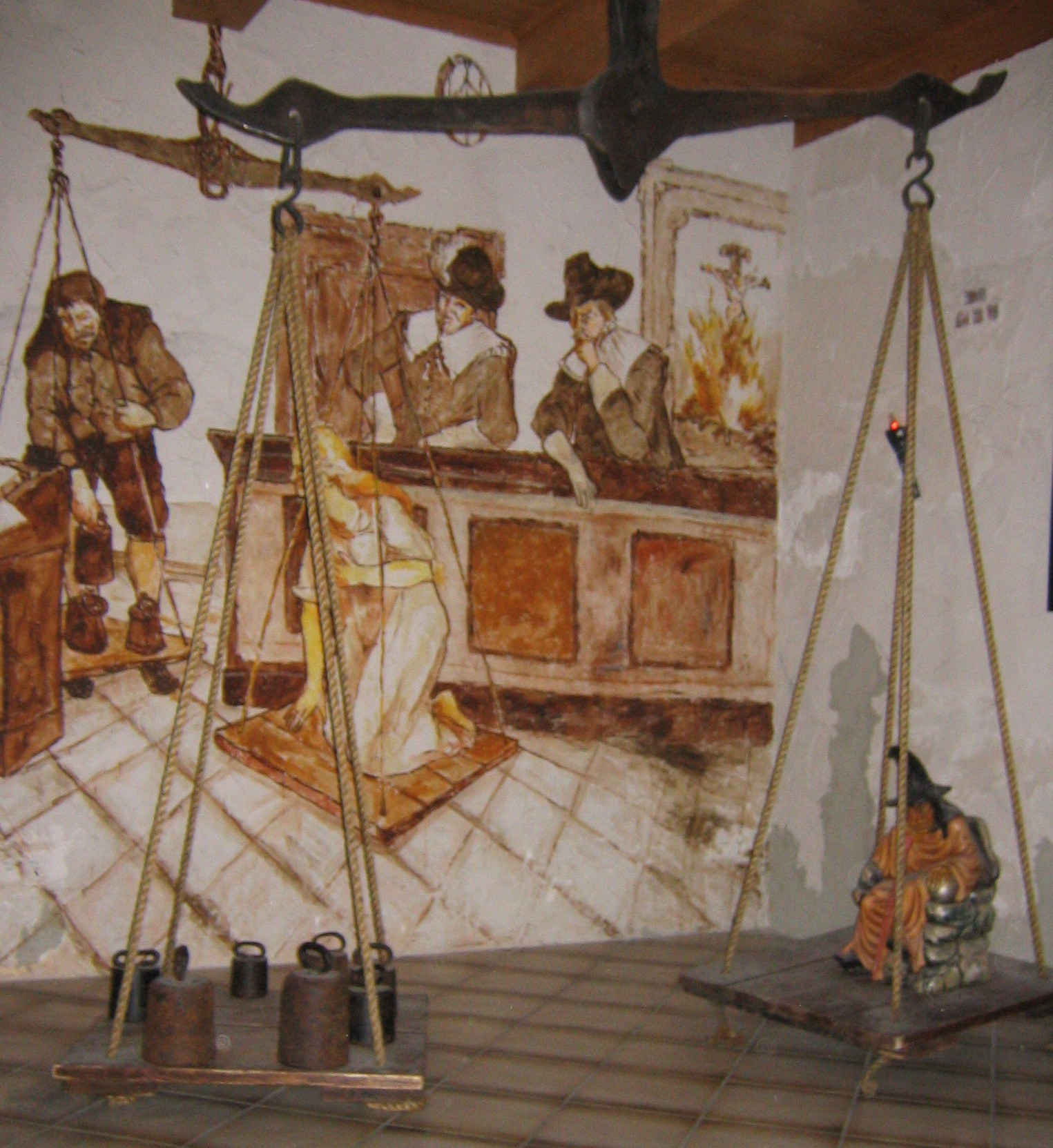
Balanza para brujas en el museo de la tortura de Friburgo de Brisgovia.

La prueba del peso (en alemán: Wiegeprobe), también llamada balanza de brujas (en alemán: Hexenwaage) era una de las pruebas para descubrir a brujas. Se creía que las brujas eran ligeras, ya que también podían volar y flotar en el agua (véase prueba del agua), como la madera. Este peso tan reducido se explicaba porque, según la gente de la época, la bruja había perdido su interior (su alma) al entregarlo al Demonio.
Así, la mujer sospechosa de brujería era colocada sobre una balanza y, si pesaba menos de un peso determinado, se le acusaba formalmente de bruja; pero, si pesaba más, se la acusaba de haber embrujado la balanza con el poder del demonio, por lo que la sospechosa era casi siempre juzgada.
De hecho, la ciudad de Oudewater en los Países Bajos está documentado en 1729 el caso de una pareja que se dejó pesar para negar el rumor que corría entre los vecinos de que eran magos. En los últimos 200 años el hecho ha crecido hasta convertirse en una leyenda que afirma que la pequeña ciudad de Oudewater se vendieron cientos de certificados a mujeres sospechosas de brujas que certificaban «oficialmente» que eran más pesadas que el aire y que por lo tanto no eran capaces de volar.

## Cultura popular
En la película Los caballeros de la mesa cuadrada del grupo de humoristas Monty Python se satiriza una prueba del peso en una forma algo cambiada. Una mujer vestida de bruja y perseguida por la turba, es sometida a la prueba del peso con un pato. Si pesaba lo mismo que el pato, era una bruja. La balanza muestra que el pato y la bruja pesan lo mismo, pero al bajarse de la balanza la bruja, se ve que el instrumento ha sido manipulado de forma burda.